# جاك دريفوس
جاك دريفوس (بالإنجليزية: Jack Dreyfus)‏ هو شخصية أعمال أمريكي، ولد في 28 أغسطس 1913 في مونتغومري في الولايات المتحدة، وتوفي في 27 مارس 2009 في مانهاتن في الولايات المتحدة.